# Phon Charoen (huyện)
Phon Charoen (tiếng Thái: พรเจริญ) là một huyện (amphoe) của tỉnh Bueng Kan, đông bắc Thái Lan. Trước đây huyện này thuộc tỉnh Nong Khai.

## Lịch sử
Tiểu huyện (King Amphoe) Phon Charoen được thành lập 16 tháng 11 năm 1976 thông quan việc tách hai tambon từ huyện Bueng Kan. Đơn vị này đã được nâng cấp thành huyện ngày 3 tháng 7 năm 1981.

## Địa lý
Các huyện giáp ranh (từ phía tây theo chiều kim đồng hồ) là So Phisai, Bueng Kan, Si Wilai và Seka của tỉnh Nong Khai, và Kham Ta Kla và Ban Muang của tỉnh Sakon Nakhon.

## Hành chính
Huyện này được chia thành 7 phó huyện (tambon), các đơn vị này lại được chia ra thành 58 làng (muban). Có hai thị trấn (thesaban tambon) - Phon Charoen nằm trên một phần của tambon Phon Charoen, và Don Ya Nang nằm trên toàn bộ tambon Don Ya Nang. Có 6 Tổ chức hành chính tambon.
| STT | Tên            | Tên tiếng Thái | Số làng | Dân số |  |
| --- | -------------- | -------------- | ------- | ------ |  |
| 1.  | Si Chomphu     | ศรีชมภู          | 7       | 4.678  |  |
| 2.  | Don Ya Nang    | ดอนหญ้านาง      | 7       | 4.912  |  |
| 3.  | Phon Charoen   | พรเจริญ         | 11      | 10.186 |  |
| 4.  | Nong Hua Chang | หนองหัวช้าง      | 11      | 7.314  |  |
| 5.  | Wang Chomphu   | วังชมภู          | 8       | 4.211  |  |
| 6.  | Pa Faek        | ป่าแฝก          | 7       | 5.302  |  |
| 7.  | Si Samran      | ศรีสำราญ        | 7       | 4.340  |  |